# Trilogie du Soleil mort
Trilogie du Soleil mort (titre original : The Faded Sun) est une série de trois romans de science fiction, écrite par C. J. Cherryh et publiée entre 1978 et 1979.

## Des romans psychologiques
La trilogie du Soleil mort peut être considérée comme une série de romans d'apprentissage, dans la mesure où l'un des sujets majeurs est le passage à l'âge adulte de Niun, l'un des personnages principaux Mri. C'est également une série qui raconte l'acculturation de Sten Duncan, le protagoniste humain, par la société Mri au sein de laquelle il vit.

## Résumé
L'histoire de la trilogie constitue l'essentiel du récit de l'époque des guerres Mris dans l'univers de l'« Alliance-Union » de Cherryh.

### Kesrith(1978)
Au début du premier roman, une guerre de 40 ans opposant les Régulateurs à l'humanité vient de s'achever. Le traité de paix prévoit la cession par les Régulateurs de Kesrith à l'humanité. Cependant, les autochtones appelés Mris, anciens mercenaires pour les Régulateurs pendant plus de 2000 ans, ne sont pas informés.
Les Mris ont été quasiment exterminés pendant la guerre et le jeune Niun est l'un des derniers combattants de son peuple. À la suite de la trahison des Régulateurs, lui et sa sœur Melein, dernière prêtresse-reine de la caste Sen, forment une alliance difficile avec l'humain Sten Duncan pour sauver une relique sacrée qui pourrait être la clef de la survie des Mris.
Le roman a été nommé pour le prix Hugo du meilleur roman en 1979.

### Shon'jir(1978)
Au début du deuxième roman, Niun et Meleien sont retenus prisonniers par les forces d'occupation humaines, gardés en vie artificiellement contre leur gré. Les dirigeants humains ont un plan pour contrecarrer la tentative de génocide des Mris par les Régulateurs. Ils ont extrait une carte de la relique sacrée, dont la légende affirme qu'elle mène au monde d'origine des Mris. Niun et Melein sont embarqués dans un vaisseau à destination de cette planète, accompagné de Duncan qui manœuvre celui-ci.
Peu après, après avoir quitté Mesrith, Melein prononce un édit interdisant à un non-Mri de mettre les pieds sur leur planète d'origine. Duncan doit donc devenir un Mris ou être exécuté. En suivant l'enseignement de Niun, Duncan apprend les règles strictes de la caste des guerrier Mri, les Kels. Le chemin du retour prend des années, saut après saut, donnant à Duncan le temps de devenir Mri. Chaque saut spatial leur apporte des témoignages des précédentes civilisations Mris, toutes détruites. Ils réalisent que ce n'est pas la première fois que les Mris sont menacés d'extermination, les Mris ayant de tout temps servi de mercenaires à d'autres races qui se retournaient contre eux lorsqu'ils avaient perdu leur utilité ou pour éviter qu'ils ne se battent pour un autre.
Quand le vaisseau atterrit sur Kutath, le monde d'origine des Mris, les trois voyageurs découvrent que des tribus Mris sont restées sur ce monde. Ils constatent également que les humains et les Régulateurs les ont suivis, ceux-ci n'ayant pas abandonné leurs velléités de génocide. Après une attaque injustifiée, Duncan retourne au vaisseau humain et tue l'Ancien des Régulateurs.

### Kutath(1979)
Au début du troisième roman, les Régulateurs sont désorganisés par la perte de leur Ancien. Duncan retourne auprès des Mris, qui cherchent le soutien des Elee, une autre race survivante de Kutath. Après qu'un nouvel ancien eût été désigné, les Régulateurs reprennent leurs attaques contre les Mris. Cette fois l'humanité agit pour stopper le génocide, brisant le cycle historique, formant une nouvelle alliance avec les Mris.